# Oost-Vlaams Symfonisch Orkest

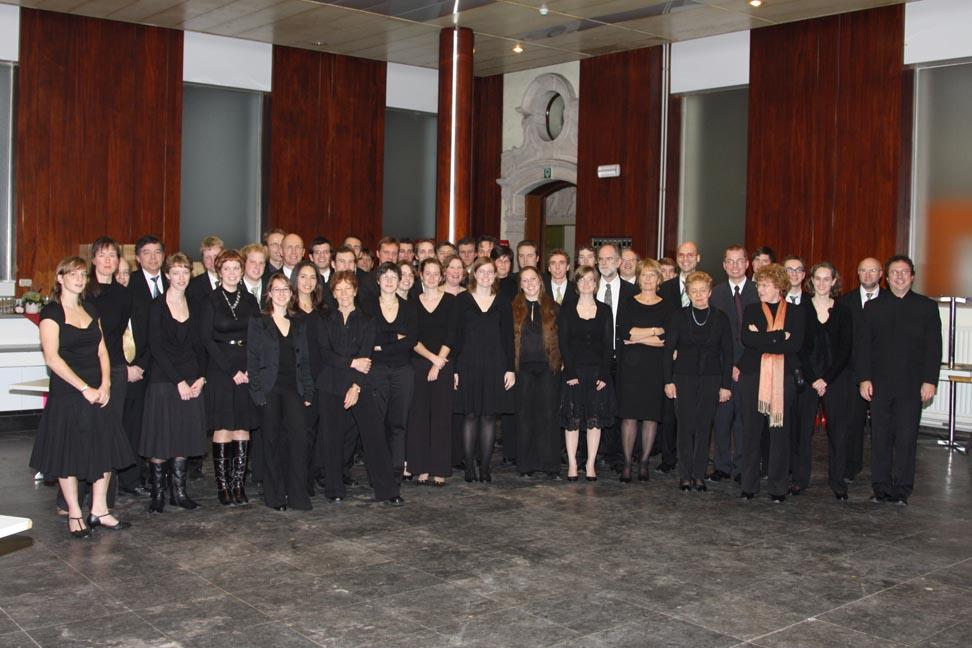
Oost-Vlaams Symfonisch Orkest

Het Oost-Vlaams Symfonisch Orkest – kortweg OVSO – is een amateur-symfonieorkest opgericht in 2008 onder impuls van een dertigtal muzikanten.  Onder leiding van chef-dirigent Geert Baetens en assistent-dirigent Jo Schelkens wist het OVSO op korte tijd uit te groeien tot een ensemble met ongeveer 60 leden.  Het orkest bestaat uit muziekliefhebbers, leerlingen aan de muziekacademie, conservatoriumstudenten en professionele muzikanten.  

## Concerten
Het OVSO speelt typisch twee projecten per jaar. Elk project bestaat uit een 15-tal wekelijkse repetities en een aantal concerten.  Twee concerten per jaar worden zelf georganiseerd. Alle andere concerten worden gespeeld op uitnodiging van verenigingen, bedrijven, festivals, enzovoort.

## Historie
In zijn korte bestaan verzorgde het OVSO reeds concerten in Sint-Niklaas, Gent, Brugge en Antwerpen met uitvoeringen van onder meer de Symfonie “Uit de Nieuwe Wereld” van Dvorak, de Onvoltooide Symfonie van Schubert, Peter en de Wolf van Prokofiev, het Vioolconcerto in D van Tsjaikovski en de Negende Symfonie (koorsymfonie) van Beethoven.